# Carlos Luiz Bohrer
Carlos Luiz Bohrer foi um presidente do Grêmio, clube de futebol brasileiro.
De ascendência alemã, foi o primeiro presidente do Grêmio Foot-Ball Porto Alegrense em 1903.
Em 15 de setembro de 1903, após coletar 31 nomes em uma lista de amigos dispostos a fazer parte do novo clube, alguns dos líderes se reuniram no Salão Grau, restaurante de um hotel da rua 15 de Novembro (atual rua José Montaury), no Centro de Porto Alegre e fundaram o Grêmio Foot-Ball Porto Alegrense. Carlos Luiz Bohrer foi, então, eleito o primeiro presidente do clube.